# Токі (Седлецький повіт)
Токі (пол. Toki) — село в Польщі, у гміні Водине Седлецького повіту Мазовецького воєводства.
Населення — 42 особи (2011).
У 1975-1998 роках село належало до Седлецького воєводства.

## Демографія
Демографічна структура станом на 31 березня 2011 року:
|          | Загалом | Допрацездатний вік | Працездатний вік | Постпрацездатний вік |
| -------- | ------- | ------------------ | ---------------- | -------------------- |
| Чоловіки | 22      | 5                  | 16               | 1                    |
| Жінки    | 20      | 4                  | 8                | 8                    |
| Разом    | 42      | 9                  | 24               | 9                    |